# Shirō Ishii
Shirō Ishii (石井 四郎, Ishii Shirō), né le 25 juin 1892 à Shibayama et mort le 9 octobre 1959 à Tokyo, était le général de division de l’unité 731, chargé de la recherche sur les armes bactériologiques pendant la Seconde Guerre sino-japonaise. Il poussa le Japon à adopter une stratégie de guerre bactériologique alors que le pays était signataire du Protocole de Genève de 1925 interdisant le recours aux armes chimiques. Il fut la clé de voûte de l'organisation de programmes massifs d'expérimentations biomédicales, sur des cobayes humains notamment. Bien qu'historiquement établis, ses crimes de guerre ne furent pas jugés.

## Jeunesse et années d'études: 1892-1920
Shiro Ishii naît le 25 juin 1892 dans l’ancien village de Chiyoda dans la préfecture de Chiba au Japon (à deux heures de voiture du centre actuel de Tokyo) dans une famille de riches propriétaires terriens. Il entre au département de médecine de l’université impériale de Kyoto en 1916 et en sort diplômé en 1920.

## Débuts dans l'armée: 1922-1932
Il rejoint l'armée en tant que chirurgien Lieutenant peu après avoir obtenu son diplôme, obtenant son transfert durant l'été 1922 à l'hôpital de la première Armée de Tokyo.
À cette époque, il apparaît brillant, charismatique, parfois instable, versatile, extravagant et ambitieux. Il est aussi ultra-nationaliste, cherchant avec ferveur à faire du Japon un leader en Asie. Son travail le distingue aux yeux de ses supérieurs, qui le renvoient en 1924 à l'université de Kyoto, préparer un doctorat. L'année suivante, Shiro Ishii et son épouse, la fille du directeur de l'université impériale de Tokyo, donnent naissance à leur fille aînée Harumi Ishii. Un an plus tard, Shiro Ishii obtient son doctorat en microbiologie.
Au cours de ses travaux scientifiques, Shiro Ishii lit un rapport qui va changer sa vie : écrit par le Premier Lieutenant de Seconde Classe Harada, il se concentre sur les armes bactériologiques, au cœur de la Conférence de Genève de 1925 à laquelle Harada, en tant que membre du bureau de la Guerre, a assisté. Ishii y voit un potentiel énorme pour l'armée japonaise et décide de s'y intéresser.
Membre de plusieurs sociétés secrètes influentes dans les milieux militaires, son charisme et ses talents de persuasion le font vite remarquer auprès des personnalités influentes de l'armée, notamment l'ex-général chirurgien de l'armée et ex-ministre de la santé, Koizumi Chikahiko, qui lui obtient le poste de professeur d'Immunologie à l'Université médicale militaire de Tokyo, l'école médicale militaire la plus prestigieuse du Japon.
Au début de l’année 1928, il fait un voyage de deux ans en Europe et en Amérique où il se lance dans des recherches intensives sur les effets des armes bactériologiques et chimiques. Il y étudie notamment les armes chimiques utilisées pendant la Grande Guerre, visitant plusieurs instituts médicaux européens, canadiens et américains.
En 1930, de retour d'Europe, Ishii est promu commandant. Ses recherches sur les armes bactériologiques suscitent l'intérêt des hautes sphères militaires. Devant l'infériorité du Japon par rapport aux États-Unis et à l'URSS en termes de population et de capacité de production de guerre, les armes bactériologiques apparaissent en effet comme une solution pour inverser le rapport de force. Dans ce contexte, Shiro Ishii reçoit le soutien du ministre de la Guerre Araki Sadao, du chef du bureau militaire des Affaires Nagata Tetsuzan et de colonels de factions ultra-nationalistes. Grâce à ses contacts, Shiro Ishii monte régulièrement en grade (tous les trois ans jusqu'à obtenir le grade de lieutenant-général en 1930).
Il intègre, en 1930, le service de la prévention des épidémies de l’école de médecine de l’armée. Il s'intéresse alors autant à la prévention des maladies qu'à la mise au point des armes bactériologiques. Il commence à cette date à conduire secrètement des expériences sur des cobayes humains non consentants dans son laboratoire à Tokyo.
En 1931, il invente un filtre à eau capable de nettoyer l’eau des bactéries, dispositif utilisé dans la Marine impériale japonaise.

## Les expérimentations: 1932-1945
Dès 1930, réalisant que Tokyo n'est pas l'endroit approprié pour conduire des expérimentations à grande échelle, Shiro Ishii voit dans le Mandchoukouo l'endroit adapté à ses projets et commence les opérations en 1932.

### Après le stade de Harbin, le village de Beiyinhe de 1932 à 1936
En 1932, il reçoit la permission du ministre de l'Armée, Sadao Araki, de développer un programme de recherche bactériologique et de mener des expériences sur les humains. Il dirige donc, de 1932 à 1934, le laboratoire de recherches sur la prévention des épidémies chargé en réalité d'étudier les armes bactériologiques, qu'il installe d'abord en 1932 à Harbin, ville cosmopolite du Nord de la Mandchourie, non loin de la frontière sino-russe. Il achète de nombreux bâtiments, dispose d'un personnel (300 hommes) et d'un équipement importants, et un budget lui est alloué (200 000 yens). Les recherches sur les armes bactériologiques restent secrètes et la structure est désignée sous le nom d'Unité Tōgō,. Il devient vite manifeste cependant qu'Harbin est encore trop ouverte pour préserver le secret des expériences. Le choix se porte alors, fin 1932, sur Beiyinhe, petite ville isolée à soixante kilomètres au sud de Harbin. Shiro Ishii y fait construire un bunker-laboratoire gigantesque surnommé « La Forteresse Zhongma ». Il mène des expériences sur des prisonniers politiques et, lorsque ces derniers viennent à manquer, sur d'autres prisonniers. Il doit cependant interrompre les expériences qui s'y déroulent fin 1934 à cause d'une révolte des cobayes humains et de l'explosion d'un dépôt de munitions voisin qui endommage les installations. Certains prisonniers-cobayes s'étant échappés, le secret de l'opération était menacé. Shiro Ishii obtient alors la construction d'un nouvel ensemble de soixante-dix bâtiments à Pingfang (à 24 kilomètres, au sud de Harbin).

### Le camp de Pingfang: 1938-1945
Shiro Ishii bénéficie du soutien, dont le caractère volontaire ou non reste inconnu, de l'empereur Hirohito qui, le 1er octobre 1936, passe un décret impérial établissant une nouvelle unité de l'armée, la Boeki Kyusui Bu ou « administration de fourniture d’eau et de prophylaxie de l’armée du Guandong ». Ishii est promu colonel lors de l'ouverture du nouveau centre en 1938.
Si l'Unité effectue un travail de purification des eaux, l'essentiel de sa tâche est secret. Chef de bureau, Shiro Ishii peut organiser le projet avec une ample marge de manœuvre. Il ajoute à l'Unité Tōgō des médecins civils et des soldats qui lui sont loyaux car venus de son village d'origine. Cette nouvelle unité prend le nom d'Unité Ishii et sera renommée « Unité 731 », en 1941. Il se retrouve alors à la tête d'une organisation plus importante, qui emploie près d'un millier de chercheurs (médecins, biologistes, vétérinaires et chimistes). Ses deux frères participent activement au projet : Takeo supervise les systèmes de sécurité des prisonniers humains afin d'éviter les évasions pendant que Mitsuo supervise les espèces animales et la reproduction des divers cobayes animaux (rats, bacilles, puces).
Une fois l'installation de Pingfang terminée, d'autres unités plus réduites sont créées, d'abord en Mandchourie, à Anda, 140 kilomètres au nord de Harbin et Dalian, un port du sud de la Mandchourie. L'influence de Shiro Ishii s'étend aux parties occupées de la Chine, à la Mongolie intérieure, puis aux autres territoires occupés par le Japon au début de la Seconde Guerre mondiale : Singapour, etc. Au sommet de son pouvoir, Shiro Ishii contrôle une flotte aérienne, un personnel scientifique et médical composé de plusieurs milliers d’individus et une armée de soldats. Plus important, il gère à lui seul des sommes énormes. Il est également en étroite relation avec les hôpitaux japonais : les médecins de l’Unité sont des médecins civils et les conclusions des expériences sont communiquées régulièrement au monde médical japonais. Enfin, il bénéficie également du concours de la kenpeitai, la police militaire de l'armée de terre, qui lui fournit ses cobayes humains.
La taille du complexe lui permet d'organiser dès 1938 des tests à l'air libre sur des soldats et des civils : Chinois, Mandchous, Coréens et Russes blancs. L’affirmation selon laquelle des prisonniers de guerre britanniques et américains auraient été « utilisés » lors de ces tests prête à débat. Selon Sheldon Harris cette affirmation est infondée, mais le journal personnel de Robert Peaty, major du Royal Army Ordnance Corps (RAOC) et prisonnier de guerre au camp de Mukden, mentionne en janvier et février 1943 l'inoculation de maladies infectieuses aux prisonniers de guerre américains par des médecins de l'Unité 731 sous prétexte de faire des vaccins.

### L'application de ses expériences
Dans le cadre des recherches de l'Unité 731, Shiro Ishii est amené à donner des conférences et à faire des démonstrations de vivisection devant des personnalités médicales, militaires et politiques japonaises. Viennent notamment y assister les princes Chichibu, et Mikasa, jeunes frères de l'empereur Hirohito, ainsi qu'Higashikuni Naruhiko, l'oncle de l'empereur.
Il organise dans son centre des essais de toutes sortes visant à étudier les effets sur les « marutas » (surnom donné aux cobayes signifiant « bûches » ou « billes de bois ») de nouvelles armes, des températures extrêmes, de l'inoculation de souches bactériologiques. Ces expériences conduisent à l'utilisation d'armes bactériologiques visant à transmettre principalement la maladie du charbon, le tétanos et la peste. Les méthodes imaginées pour répandre les bactéries sont diverses : distribution de nourriture ou de vêtements infectés, bombes, largage de puces, infestation des sols et de l'eau...
Entre 1937 et 1945, des dizaines de milliers de Chinois décèdent de la peste bubonique, du choléra, de l’anthrax, de la tuberculose, de la typhoïde et d’autres virus. Le nombre total de morts chinois qui résulte des armes bactériologiques utilisées par l'armée japonaise est estimé à 208 000, dont 187 000 civils par R.J Rummel. Sheldon Harris fixe quant à lui le nombre de morts aux alentours des 250 000. Quant à Shiro Ishii et l'Unité 731, ils sont responsables de la mort d'entre 3 000 et 12 000 « cobayes » selon Sheldon Harris.
Parmi ses projets figure l'opération "Cerisiers en fleurs dans la nuit" ou Opération PX. Finalisé par l'Unité 731 le 26 mars 1945, il prévoit le largage sur la région de San Diego en Californie du Sud d'insectes porteurs de pathogènes, tel celui de la peste depuis quinze Aichi M6A embarqués sur cinq sous-marins classe I-400 le 22 septembre 1945,,,.

## Défaite japonaise et démantèlement: 1945
Deux jours après l'explosion de la bombe nucléaire à Hiroshima, le 8 août, l'Union soviétique entre en guerre et ses troupes avancent rapidement en Mandchourie. Les prisonniers du complexe de PingFang sont tués par injections d’acide prussique et incinérés en trois jours. La centrale thermique, la prison le 11 août puis tout le reste sont détruits, sauf les bâtiments de l'entrée. Le groupe des aviateurs est chargé de dynamiter les bâtiments. Les trains se succèdent pour acheminer les nombreux membres du personnel de l'Unité 731 jusqu'en Corée. Le dernier train part le 14 août au soir. Le 15 août, l'empereur Hirohito déclare à la radio la fin de la guerre.
Cinq jours plus tard, le dernier convoi d'évacuation du complexe de Pingfang arrive à Busan (ou Pusan), sur le littoral coréen. Shiro Ishii y attend les membres de l'Unité 731. L'Unité est définitivement dissoute, mais les membres de l'Unité sont contraints au silence, avec ordre de dire qu'ils veillaient à empêcher la propagation d'épidémies et à la purification des eaux. Shiro Ishii commande une équipe qui rejoint secrètement Tokyo en s'arrêtant chaque soir dans des temples amis. Il atteint Tokyo à la fin du mois d'août et découvre une ville dévastée, en attente des décisions américaines.

## Le pacte avec les États-Unis: 1945

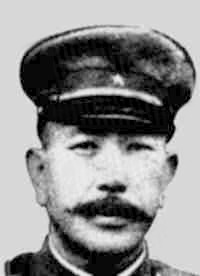
Shirō Ishii en 1939.

Douglas MacArthur arrive à la fin du mois de septembre 1945 au Japon accompagné d'un personnel nombreux comprenant des avocats, des détectives et des forces de police pour traquer les criminels de guerre japonais. De nombreux propos sont rapportés aux forces de police américaines quant aux agissements de l'Unité 731 et à la personne de Shiro Ishii, souvent anonymes, et, quand déclarés, souvent envoyés par les partis communistes chinois ou japonais. La précision et l'exhaustivité de certains renseignements laissent à penser que l'Unité avait peut-être été infiltrée par une cellule des partis Communistes chinois ou soviétique.
En conséquence, le 12 janvier 1946, l'ordre est donné par l'agence de contre-espionnage américaine d'arrêter Shiro Ishii pour lui faire subir un interrogatoire. Contrairement aux principaux criminels de guerre japonais, il n'est alors pas emprisonné, mais assigné à résidence dans sa demeure de Tokyo. Ce dernier s'est jusque-là caché dans la montagne. Shiro Ishii et d'autres individus ayant joué un rôle important dans l'Unité 731, tels que Ryōichi Naitō , sont alors interrogés. Des délégations de scientifiques envoyées de Fort Detrick, dans le Maryland, à Tokyo à l'automne 1945 (conduites par le lieutenant-colonel Murray Sanders), en 1946 (lieutenant-colonel Arvo Thompson), en 1947 (Dr Norbert H. Fell) et en 1948 (Dr Edwin V. Hill) rencontrent également Ishii et les autres dirigeants de l'Unité 731. Ces délégations, intéressées par les résultats scientifiques des expériences menées par l'Unité, jouent un rôle important dans la gestion de l'affaire.
Alors qu’en Europe en 1947, le procès de Nuremberg met en évidence les responsabilités des nazis, un pacte secret est conclu entre Douglas MacArthur et Shiro Ishii. Ce pacte lui garantit l’immunité et le secret sur les atrocités commises en échange des résultats qu’il a obtenus. Une entente est conclue et tous les membres de l'Unité sont exonérés de poursuites devant le Tribunal de Tōkyō. Ils reçoivent en plus une allocation à vie, sans doute de l’armée américaine.
Certains médecins capturés par les Soviétiques sont toutefois jugés en 1949 lors du procès de Khabarovsk, mais cela ne représente que douze membres de l’Unité 731. Shiro Ishii n’est pas inquiété. Richard Drayton, maître de conférence en histoire à l'université de Cambridge, écrit que Shiro Ishii a donné plus tard une conférence dans le Maryland à propos des armes bactériologiques. D'autres sources disent qu'il est resté au Japon et a dirigé une pension.
Il meurt d'un cancer de la gorge le 9 octobre 1959.

## Mémoire
Alors que les milieux médicaux, militaires et aristocratiques (la famille impériale notamment) connaissaient l'histoire de l'Unité 731, longtemps les Japonais ignorèrent son existence. Sur les neuf éditeurs de livres d'histoire de l'enseignement secondaire, un seul consacre quelques lignes à l'Unité 731 et ses crimes. Ceux qui veulent briser le silence ou critiquer les agissements criminels japonais sont sujets à des pressions et menaces. La première étude japonaise sérieuse sur l’Unité 731 est faite en 1976. En 1981, la parution du livre-enquête de Seiichi Morimura Unité 731 porte pour la première fois les activités de l'Unité 731 à la connaissance du grand public. Dans la foulée, la publication d’articles de John Powell dans le Bulletin of Concerned Asian Scholars et dans le Bulletin of Atomic Scientists confirment également l'existence de l'Unité 731. Un an plus tard, le ministère de la Santé japonais reconnaît officiellement l'existence de l'Unité 731 mais pas les expérimentations, sous prétexte d'insuffisance de preuves. Cette même année, la fille de Shiro Ishii, Harumi Ishii, donne une interview à Masanori Tabata, journaliste du Japan Times. Elle y explique qu'elle a travaillé comme secrétaire particulière de son père au quartier-général de Pingfang (près de Harbin) en 1945 et après la reddition, au domicile des Ishii à Tokyo, sténographiant une grande partie des entrevues livrées par celui-ci aux enquêteurs américains. L’article publie une photo la montrant assise à une table de banquet entre deux de ces enquêteurs.
En 1982, le site de Pingfang est également classé au patrimoine mondial[réf. nécessaire] et devient un lieu de mémoire. Les bâtiments administratifs sont aménagés en musée. Ce dernier présente une maquette du complexe de l'Unité 731, composé de laboratoires, d'une prison et de logements de fonctions pour le personnel japonais. Il contient aussi des scènes de vivisections avec mannequins, des photographies de prisonniers hagards, des répliques des bombes porteuses de maladies infectieuses lâchées dans des régions isolées où des prisonniers cobayes étaient placés.
En juin 1989, une grande quantité d'ossements est découverte sur le site de l'ancienne école de Médecine de l'armée à Tokyo. Aucune enquête n'est menée pour savoir d'où ils proviennent.
Entre 1993 et 1994, une exposition itinérante sur l'Unité 731 attire plus de 200 000 visiteurs.
Cette même dernière année une liste officielle de 2 000 ex-membres de l'Unité 731 est publiée.
En 1995, un mouvement d'opinion demande que lumière soit faite sur les agissements de Shiro Ishii et des autres membres de l'Unité 731.
Tokyo s'est engagé à débarrasser la Chine de stocks d'armes chimiques produites pendant la guerre sur l'île d'Ōkunoshima. Plus de la moitié se trouve dans l'ancien Mandchoukouo.
En dépit des recherches d'historiens japonais et américains, des preuves apportées par les Chinois et des témoignages de certains ex-membres de l'Unité, le Japon refuse de faire véritablement la lumière sur les agissements de Shiro Ishii et l'Unité 731. En 2002 cependant, une Cour de justice japonaise reconnaît officiellement le rôle de l'Unité 731 dans la guerre bactériologique qui s'est déroulée en Chine pendant la Seconde Guerre mondiale, mais elle dédouane le gouvernement japonais de toute réparation envers les plaignants chinois et russes.

## Similitudes avec Mengele
Shiro Ishii compte parmi les symboles de la médecine dévoyée qui ont marqué le XXe siècle, à l'instar de Joseph Mengele, médecin nazi connu notamment pour ses expérimentations médicales sur des cobayes parmi les prisonniers au sein du camp d'Auschwitz lors de la Seconde Guerre mondiale. Si le but des expérimentations différait — les expérimentations de Shiro Ishii avaient une finalité surtout militaire, puis médicale, tandis que celles de Josef Mengele visaient à étayer scientifiquement la théorie raciale nazie —, Shiro Ishii et Josef Mengele ont employé les mêmes méthodes — l'utilisation de cobayes humains forcés dans le cadre d'expériences médicales — et bénéficié de la même impunité.